# Georges Hüe
Pour les articles homonymes, voir Hue.
Œuvres principales
- Cantate Médée, 1879
- Titania, opéra (3 actes, L. Gallet & A. Corneau), création 20 janvier 1903, Opéra-Comique (Favart), Paris.
- Dans l'ombre de la cathédrale, opéra (3 actes, M. Léna & H. Ferrare, d'après Blasco Ibanez), création 7 décembre 1921, Opéra, Paris.

Georges Adolphe Hüe (Versailles, 6 mai 1858 - Paris 1er, 7 juin 1948) est un compositeur français de la Belle époque.

## Biographie

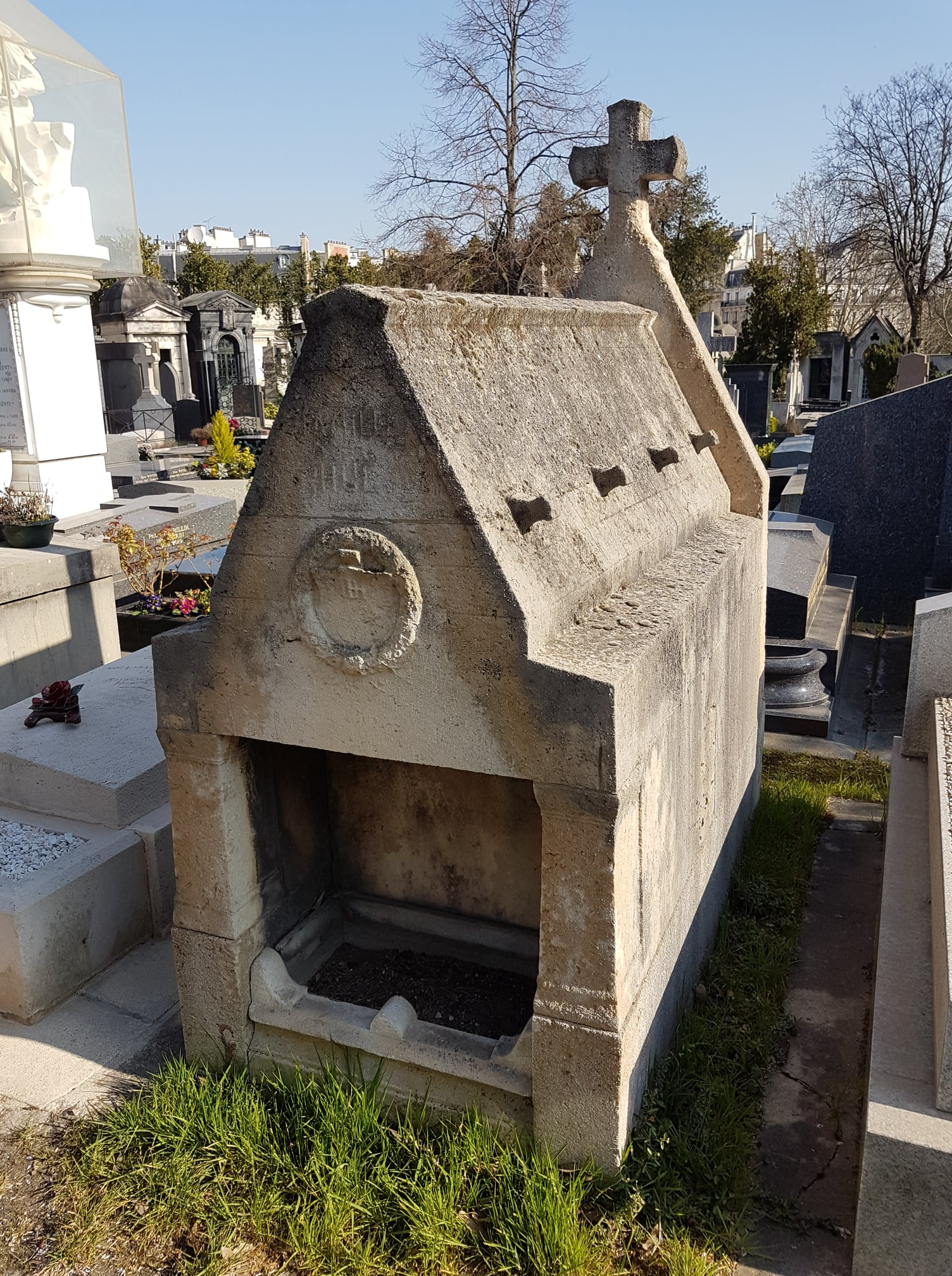
Sépulture au cimetière de Passy.

Hüe naît à Versailles dans une famille d'architectes. Il a pour professeurs Charles Gounod et César Franck. Le Baker's Biographical Dictionary of Musicians cite Reber et Paladilhe. Il remporte en 1879 le Prix de Rome avec sa cantate Médée et part à la Villa Médicis. À son retour à Paris, l'Opéra-Comique produit sa première œuvre de scène, Les Pantins grâce à quoi il obtient le prix Cressent (1881). Cette pièce sans intrigue en deux actes pour quatre chanteurs ignore complètement la tendance réaliste de l'époque et est acclamée par le public.
Son premier opéra est Le Roi de Paris, un drame historique sur un amour non désiré. Stimulé par la fantaisie et Shakespeare, il crée un second opéra pour chœurs et orchestre, Titania, remarquable pour ces scènes impressionnistes. En 1910, l'Opéra-Comique produit Le Miracle, un opéra en cinq actes combinant l'histoire mythologique de Pygmalion et le miracle religieux.
Son œuvre la plus appréciée du public est Dans l'ombre de la cathédrale qui met en scène le conflit entre les idéaux socialistes et catholiques. L'opéra est joué plusieurs fois jusque dans les années 1920.
À la suite de ses voyages en Asie, Hüe écrit Siang-Sin, un ballet-pantomime créé pour un festival de printemps chinois en 1924.
Sa dernière œuvre pour scène est Riquet à la houppe basé sur le conte de Charles Perrault.
Hüe compose également des œuvres pour chorales ou par exemple pour flûtes comme sa Fantaisie pour flûte et orchestre (composée en 1913 pour flûte et piano et orchestrée en 1923) composée pour Adolphe Hennebains, professeur au Conservatoire de Paris et successeur à ce poste de Paul Taffanel, décédé en 1908.
La musique d'Hüe a rencontré peu de succès, probablement car son style n'a pas changé avec le temps. Il est toutefois souvent inspiré et a reçu l'admiration de plusieurs compositeurs célèbres comme Claude Debussy ou Gabriel Fauré.
Hüe meurt à Paris en 1948. Il est inhumé au cimetière de Passy (10e division).

## Opéras
- Les Pantins, opéra comique (2 actes, Édouard Montagne), création le 28 décembre 1881, Opéra-Comique (Favart), Paris.
- Le Roi de Paris, opéra (3 actes, Henry Bouchut), création 26 avril 1901, Opéra, Paris.
- Titania, opéra (3 actes, Louis Gallet & André Corneau (1857-fl.1903)), création 20 janvier 1903, Opéra-Comique (Favart), Paris.
- Le Miracle, opéra (5 actes, Pierre-Barthélemy Gheusi  (1865-1943) André Mérane (fl.1910)), création 14 décembre 1910, Opéra, Paris.
- Dans l'ombre de la cathédrale, opéra (3 actes, Maurice Léna et Henry Ferrare, d'après Vicente Blasco Ibáñez), création 7 décembre 1921, Opéra, Paris.
- Siang-Sin, ballet-pantomime[3] (2 actes, Pierre Jobbé-Duval[4]), création 12 mars 1924, Opéra, Paris.
- Riquet à la houppe comédie-musicale (3 actes, Raoul Gastambide, d'après Charles Perrault), création 17 décembre 1928, Opéra-Comique (Favart), Paris.

## Autres œuvres
- Médée, cantate
- Rubezahl, légende en 3 parties (Concerts Colonne, 1886) ;
- Sérénade pour orchestre (composée en 1886). Transcriptions pour flûte et piano, et piano à quatre mains ;
- Résurrection, épisode sacré (Concerts du Conservatoire, 1892) ;
- Fantaisie pour violon (1893) ;
- La Belle au bois dormant, féerie dramatique (Paris, 1894) ;
- Chansons lointaines pour voix haute et piano (dont 'Soir païen' (voix haute, flûte et piano), composition en 1898 ;
- Chansons printanières, composition en 1902 ;
- Croquis d'Orient : 8 chansons sur des poèmes de Tristan Klingsor (voix et piano) publiées en 1905 ;
- Le Berger, ballade ;
- Cœur brisé, pantomime ;
- Symphonie ;
- Rêverie, ouverture symphonique ;
- Sérénade pour orchestre de chambre ;
- Romance for violon et orchestre ;
- Six chansons d'après l'Intermezzo lyrique de Heine ;
- Chansons du valet de cœur (poèmes de Tristan Klingsor), publiées en 1912 ;
- Fantaisie pour flûte et piano (1913) ; orchestration, 1923
- Emotions (1918), poème symphonique ;
- Des œuvres chorales[5].

## Récompenses
- Prix de Rome de composition musicale en 1879 pour la cantate Médée.
- Officier de la Légion d'honneur